# Коріогенність
Коріогенність - структурна особливість мінералів, яка характеризує механізм їх утворення шляхом кристалізації від периферії до центра. Звичайно характеризує сфероліти.

## Дотичний термін
КОРІОГЕННИЙ (рос. кориогенный, англ. coriogenic) – утворений від периферії до центра.